# 阿坎布爾利克河
52°44′54″N 66°36′27″E / 52.7483°N 66.6075°E
阿坎布爾利克河是哈薩克斯坦的河流，位於該國北部北哈薩克斯坦州，屬於伊希姆河的右支流，河道全長176公里，流域面積6,720平方公里。

## 外部連結
- Aqqanburlyq am Pegel Grigorievka – hydrographische Daten bei R-ArcticNET